# البائكة الشرقية
البائكة الشرقية، هي إحدى بوائك المسجد الأقصى ومن المعالم العمرانية التي تقع ضمن ساحات المسجد؛ هي البائكة الوحيدة في جهتها على الحد الشرقي لصحن الصخرة الواقعة وسط المسجد الأقصى، أنشئت على الأرجح في العهد الأموي، وأعيد بناؤها في العصر العباسي خلال القرن الرابع الهجري (العاشر الميلادي).
وفي العصر الحديث، قام المجلس الإسلامي الأعلى بترميمها في سنة 1365 هـ / 1945. وباشرت لجنة إعمار المسجد الأقصى بصيانتها عام 1982.
وتتكون هذه البائكة من دعامتين حجريتين، بينهما أربعة أعمدة رخامية، تعلوها أقواس حجرية نصف دائرية.